# Pray (пісня Джастіна Бібера)
«Pray» (укр. Моліться) — пісня канадського співака Джастіна Бібера. Пісня написана Бібером, спільно з Омаром Мартінесом, та Адамом Мессінгером і Насрі із The Messengers, та спродюсована The Messengers. У кількох європейських країнах пісня вийшла як сингл першого компіляційного альбому Бібера My Worlds: The Collection. У Сполучених Штатах та Канаді пісня увійшла до альбому My Worlds Acoustic. За словами Бібера, на написання пісні його надихнула пісня Майкла Джексона «Man in the Mirror» (1988). Пісня написана у жанрі сучасної християнської музики, що походить від попмузики та R&B, та містить елементи етнічної музики. В основному в пісні звучать акустичні інструменти, однак присутні невеликі включення електронних звуків.
«Pray» отримала позитивні відгуки критиків, які відзначили меседжі, які вкладені в пісню. Вона потрапила в кінці чартів Німеччини та Австрії, а також потрапила у чарти кількох регіонів, де вона не вийшла як сингл, зокрема у США та Австралія. Прем'єра музичного відео на пісню відбулося у Facebook 11 грудня 2010 року. Відео, яке також має релігійні підтексти, містить rflhb місць, постраждалих від стихійних лих, хворих дітей, зруйнованих будинків тощо, у поєднанні з виконанням пісні Бібером. Бібер дебютував з виконанням пісні на премії American Music Awards у супроводі хору.

## Створення та композиція
«Pray» була написана Омаром Мартінесом та Адамом Мессінгером і Насрі із The Messengers. У інтерв'ю у Райану Сікресту у його радіошоу, Бібер розповів, що «Pray» була написана під впливом творчості Майкла Джексона, пояснивши: «Це дуже піднесена пісня, дуже мотиваційна. Вона, безумовно, від щирого серця. Вона дуже красива. Я точно думав про пісню Майкла [Джексона] „Man in the Mirror“, коли я її писав.» Пісня випущена як CD-сингл у Німеччині 3 грудня 2010 року. «Pray» написана у середньому темпі, яка використовує «етнічний музичний ритм» як фонове звучання. Відповідно до нотного листа, опублікованого Universal Music Group на вебсайті Musicnotes.com, «Pray» має музичний розмір ціла нота із темпом у 80 ударів на хвилину. Пісня має тональність сі мажор, а вокал Бібера охоплює діапазон від низької ноти F♯3 до високої ноти B4. Пісня має акордну прогресію B/G♯–B/F♯–E–B.
У пісні присутнє звучання скрипки та спів хору, а також гітара, струнні інструменти, конґи та кахон. Однак, пісня містить тонкі вкраплення синтезаторів та електронні звуки. З музичної та ліричної точки зору, пісня є сучасною християнською музикою та має елементи госпелу, з вкрапленнями попмузики, R&B. Пісня починається зі співу Бібера: «And I pray» (укр. І я молюся) у супроводі клавішних, а у приспіві повторюється один простий рефрен: «I close my eyes and I can see a better day/ I close my eyes and pray» (укр. Я закриваю очі, і я бачу кращий день / Я заплющую очі і молюся). У пісні Бібер «визнає біль і страждання у світі», а потім пропонує «пасивне рішення» через рядки, такі як «Children are crying / soldiers are dying / Some people don't have a home» (укр. Діти плачуть / солдати вмирають / У деяких людей немає дому), «I know there's sunshine beyond that rain / good times beyond that pain» (укр. Я знаю, що поза цим дощем сонячне світло / хороші часи поза цим болем). Вокально, Бібер виконує пісню у нижній тональності, порівняно з попередніми синглами.

## Відгуки критиків
Посилаючись на пісню як на «молодшу версію» пісні «Man in the Mirror», Еллісон Стюарт із The Washington Post назвала «Pray» «показником пробудження соціальної свідомості Бібера. Це гарний початок». Мелінда Ньюман з HitFix назвала пісню «прекрасним завітом про силу молитви», коментуючи, що пісня «для справжніх віруючих, не лише справжніх віруючих». Називаючи пісню Біберовою «Man in the Mirror», Ньюмен також сказала, що у неї не було «залишкової сили або резонансу класики Майкла Джексона», вона сказала, що теми, як змінити ефект були однаковими. Люсі Джонс із Дейлі телеграф відзначила пісню як рекомендовану для завантаження з альбому. Ден Савойя з Rockstar Weekly сказав, що «текст пісні є більш просунутим і показує молодого співака з більш політичного боку, але госпел дійсно працює з його голосом». Савойя далі відзначив: «Пісня щойно перевела Бібера з категорії зірки попсової дитини до відповідального юнака». Моніка Ерера з Billboard написала, що пісня була «підступною, але з добрими намірами баладою, яка пронизана духовними переконаннями Бібера». Кеті Аморосо з вебсайту ReviewStream.com написала: «Сама пісня менш дурманяча і природніша, ніж інші пісні Джастіна та демонструє сильний музичний талант. Багато хто прокоментував, що пісня пробудила у них емоції… викликала глибокі думки про наш вплив на світ».

## Позиції в чартах
«Pray» випущений як сингл лише у окремих європейських країнах і мав помірний успіх. У бельгійському чарті Belgian Flanders Tip (Фламандія) пісня піднялася до п'ятої сходинки, у той час як у валлонському чарті Belgian Tip пісня не змогла піднятися вище п'ятнадцятої позиції. У австрійському чарту Ö3 Austria Top 40 сингл «Pray» зайняв шістдесят п'яту сходинку чарту, протриматися тиждень у чарті. «Pray» дебютував на п'ятдесят першій сходинці німецького чарту German Singles Chart та вісім тижнів пробув у чарті. Незважаючи на те, що пісня не вийшла як сингл у деяких країнах, завдяки продажам після цифрових релізів My Worlds: The Collection та My Worlds Acoustic, «Pray» дебютувала на дев'яносто четвертій сходинці на австралійського чарту Australian Singles Chart та на 112 сходинці британського чарту UK Singles Chart. Він також дебютував на дев'яносто першій сходинці американського чару Billboard Hot 100 і наступного тижня піднявся до шістдесят першої позиції.

## Музичне відео
У музичному відео Бібер висвітлює деякі проблеми соціальної несправедливості по всьому світу. На кадрах показані Гаїті, що постраждали від землетрусу, наслідки урагану Катріна та Бібер, який відвідує хворих дітей у лікарнях. Більшість сцен демонструє, як військові зустрічаються зі своїми сім'ями після проходження служби та власників будинків, родини яких не можуть сплачувати іпотеку. Відео перетинається зі сценами, де Бібер виконує свої пісні. Як і сама пісня, відео містить релігійні підтексти, зокрема, відео закінчується цитатою: «Бог говорить у тиші серця. Почути — це почати молитися» (англ. God speaks in the silence of the heart. Listening is the beginning of prayer). Білл Ламб з About.com говорячи про відео, сказав: «Бувають випадки, коли додавання зображень до слів справді робить пісню більш потужною, ніж просто прослуховування треку». Називаючи відео «видатним для періоду свят», Ламб сказав, що тема «внесення надії та радості в життя інших людей» пов'язана зі «святкуваннями, які об'єднують усіх нас у надії на світліше майбутнє для нашого світу».

## Виконання наживо
«Pray» була вперше виконана на церемонії нагородження American Music Awards 2010. Виступ розпочався грою Бібера на фортепіано під час співу. Посередині виступу Бібер піднявся із-за фортепіано і зайняв центральну сцену, де продовжив виконання у супроводі хору. Виступ закінчувався коли Бібер стояв на колінах, співаючи назву пісні, виступ зірвав стоячі овації глядачів. За словами Джоселін Віни з MTV News Бібер, «зробив це таким же видовищем, що і зробило його відомим». Томас Коннер з Chicago Sun-Times відзначив Бібера виконавців того вечора, заявивши, що це доказ того, що він може співати, краще за «нерішучих» Тейлор Свіфт та Майлі Сайрус.

## Треклист
| CD-сингл | CD-сингл                     | CD-сингл   |
| #        | Назва                        | Тривалість |
| -------- | ---------------------------- | ---------- |
| 1.       | «Pray»                       |            |
| 2.       | «U Smile» (Акустична Версія) |            |

## Чарти
| Чарт (2010–11)                                | Найвища позиція |
| --------------------------------------------- | --------------- |
| Австралія (ARIA)                              | 94              |
| Австрія (Ö3 Austria Top 75)                   | 63              |
| Бельгія (Ultratip Flanders)                   | 5               |
| Бельгія (Ultratip Wallonia)                   | 15              |
| Німеччина (Media Control AG)                  | 51              |
| Велика Британія (The Official Charts Company) | 112             |
| США (Billboard Hot 100)                       | 61              |